# Holcomb
Holcomb es una ciudad ubicada en el condado de Finney en el estado estadounidense de Kansas. En el año 2010 tenía una población de 2.094 habitantes y una densidad poblacional de 698 personas por km².
Holcomb es conocida por ser el lugar del asesinato de la familia Clutter, hecho que cobró notoriedad cuando fue detallado por Truman Capote en su novela testimonio A sangre fría.

## Geografía
Holcomb se encuentra ubicada en las coordenadas 37°59′2″N 100°59′10″O / 37.98389, -100.98611 (37.983934, -100.985996).

## Demografía (año 2000)
En el censo del año 2000, hubo 2,026 personas, 592 jefes de familia, y 515 familias residiendo en la ciudad. La densidad poblacional era de 668.6 hab./km². Había 608 casas con una densidad promedio de 200.6/km². La composición racial de la ciudad era de un 80.80% de blancos, , 1.09% de afroamericanos, 0.89% de nativos americanos, 0.30% de asiáticos, 13.28% de otras razas y un 3.65% de mestizos. Los de origen latino eran un 24.43% de la población.
Había 592 jefes de familia de los cuales el 65.0% tenían hijos menores de 18 años viviendo con ellos, el 64.9% estaban casados, 17.2% eran mujeres solteras y el 13.0% no eran familias. El 10.1% de todos los jefes de hogar vivían solos y el 2.2% vivían con una persona mayor de 65 años. La capacidad promedio de cada unidad habitacional era de 3.42 y el número promedio de integrantes de una familia era de 3.62.
En la ciudad, la población se distribuía en un 41.7% de menores de 18 años, un 8.5% entre 18 y 24 años, un 32.7% entre 25 y 44, un 14.8% entre 45 y 64, y un 2.3% de mayores de 65 años. El promedio de edad era de 25 años. Por cada 100 mujeres había 97.9 hombres. Por cada 100 mujeres mayores de 18 años, había 90.5 hombres.
Según la Oficina del Censo en 2000 los ingresos medios por hogar en la localidad eran de $47,115 y los ingresos medios por familia eran $48,587. Los hombres tenían unos ingresos medios de $31,250 frente a los $22,652 para las mujeres. La renta per cápita para la localidad era de $14,264. Alrededor del 10.1% de la población estaban por debajo del umbral de pobreza.

## Notoriedad
El pueblo de Holcomb fue titular de los diarios el 15 de noviembre de 1959, cuando cuatro miembros de la familia Clutter — Herbert (48 años); su esposa Bonnie (45 años); su hija Nancy (16 años); y su hijo Kenyon (15 años) — fueron encontrados muertos en varias habitaciones de su casa "River Valley Farm", en las afueras de Holcomb.
Dos ex-convictos, Richard ("Dick") Eugene Hickock y Perry Edward Smith, fueron arrestados, interrogados, confesaron el crimen, fueron juzgados y condenados a muerte por el asesinato. La aventura de esta pareja se inició cuando ambos salieron de prisión y, siguiendo la información de otro convicto llamado Floyd Wells (quien había trabajado para el señor Clutter), hicieron planes para robar esa casa en la creencia de que Clutter guardaba miles de dólares en una caja fuerte en su residencia. Esa caja no existía ni había mayor monto de dinero en la granja. Luego de este descubrimiento y, luego de matar a la familia para no dejar testigos, la pareja se escapó llevándose aproximadamente $42, una radio portátil y un binocular. Fueron arrestados seis semanas después en Las Vegas, Nevada. Luego de sus apelaciones, tanto Hickock como Smith fueron ahorcados el 14 de abril de 1965.
El asesinato, arresto y prisión de ambos delincuentes fueron las bases con las que el autor Truman Capote redactó su  libro A sangre fría, la que fue publicada mediante entregas en la revista The New Yorker en 1965 y luego publicada como libro en 1966. Capote empezó su trabajo varios días después de que leyera una noticia en un periódico neoyorquino en 1959.
El libro tuvo tres versiones fílmicas: la del director Richard Brooks' en 1967 tuvo a Robert Blake, Scott Wilson y John Forsythe. Una serie de dos capítulos hecha para televisión tuvo como actores a Eric Roberts, Anthony Edwards y Sam Neill y fue programada en 1996. Algunas escenas de la película de 1967 fueron filmadas en Holcomb y la cercana Garden City, incluyendo la casa Clutter donde los crímenes ocurrieron.
Finalmente en 2017 vio la luz una Miniserie documental en cuatro episodios titulada "In Cold Blood: The Clutter Family Murders", dirigida por Joe Berlinger y Allison Berg, con entrevistas de la época de los hechos y actuales ampliamente exhaustiva respecto de los crímenes, sus víctimas, perpetradores, investigadores y toda la repercusión cultural que los mismos generaron aun hasta el presente.

## Educación
La ciudad acoge al Holcomb Unified School District Number 363. 
Los residentes están determinados para asistir a la Escuela Elemental de Holcomb (grados 4-5) o a la Escuela Elemental Wiley (Preescolar - 3).
Todos los residentes están determinados para la Escuela Media de Holcomb y el Colegio de Holcomb.